# Arno Wallaard Memorial 2017
L'Arno Wallaard Memorial 2017, trentaquattresima edizione della corsa, si svolse il 22 aprile 2017 su un percorso con partenza e arrivo a Meerkerk. Fu vinto dal belga Timothy Stevens della Pauwels Sauzen-Vastgoedservice davanti agli olandesi Sjoerd Kouwenhoven e René Hooghiemster.

## Ordine d'arrivo (Top 10)
| Pos. | Corridore            | Squadra                        | Tempo    |
| ---- | -------------------- | ------------------------------ | -------- |
| 1    | Timothy Stevens      | Pauwels Sauzen-Vastgoedservice | 3h58'08" |
| 2    | Sjoerd Kouwenhoven   | Metec-TKH p/b Mantel           | s.t.     |
| 3    | René Hooghiemster    | Baby-Dump Cycling Team         | s.t.     |
| 4    | Fabio Jakobsen       | Seg Racing Academy             | a 10"    |
| 5    | Maarten Van Trijp    | Metec-TKH p/b Mantel           | a 13"    |
| 6    | Twan Brusselman      | Destil-Jo Piels Cycling Team   | s.t.     |
| 7    | Johim Ariesen        | Metec-TKH p/b Mantel           | s.t.     |
| 8    | Alexander Krieger    | Leopard Pro Cycling            | s.t.     |
| 9    | Arvid de Kleijn      | Baby-Dump Cycling Team         | s.t.     |
| 10   | Jan-Willem van Schip | Delta Cycling Rotterdam        | a 15"    |